# The Scream (gruppo musicale)
The Scream furono una heavy metal band di Los Angeles formata nel 1989. Il gruppo fu in sostanza il progetto rimanente dei Racer X, tenuto in piedi dai membri Juan Alderete e Bruce Bouillet.

## Storia
Nati dalle ceneri dei Racer X nel 1989, la band era formata originariamente da Juan Alderete e Bruce Bouillet dei Racer X, il batterista Scott Travis e John Corabi uscente dagli Angora. Corabi era entrato nella formazione dei Racer X in sostituzione di Jeff Martin. Quest'ultimo, cambiando ruolo in batterista, aveva raggiunto i Badlands (band fondata da Jake E. Lee). Realmente l'intenzione era quella di continuare il progetto sotto il nome di Racer X poiché la band aveva inizialmente cambiato solo cantante, ma poi optarono per cambiare nome in The Scream dopo aver scartato Saints and Sinners. Travis lasciò la band nello stesso anno per raggiungere i Judas Priest, e venne sostituito da Walt Woodward III, ex batterista degli Americade e Shark Island. Nel 1990 venne chiesto a Corabi di sostituire Dean Davidson nei Britny Fox, ma egli rifiutò l'offerta. Egli per altro aveva già rifiutato qualche anno prima la proposta da parte degli Skid Row, poi diventati celebri con Sebastian Bach. Nello stesso anno riuscirono a trovare un contratto discografico per la Hollywood Records, con il produttore Eddie Kramer e la partecipazione di Jimmy Waldo alle tastiere (ex membro degli Alcatrazz, partecipò anche ad alcuni lavori dei Vinnie Vincent Invasion e Quiet Riot). Nel 1991 venne così realizzato il debut Let It Scream, a cui parteciparono come coristi anche l'ex singer dei Racer X Jeff Martin, e il singer dei Badlands Ray Gillen (ex Black Sabbath).
La band suonò al fianco dei Bulletboys e Blackeyed Susan verso la fine del 1991, e seguì una data all'Astoria Theatre di Londra.
Nel 1992 la band partecipò alla colonna sonora del film Encino Man.
Sempre nel 1992 i Mötley Crüe cacciarono il singer Vince Neil, e Corabi divenne un candidato a sostituirlo. Infine abbandonerà i The Scream per entrare nei Crüe, e la band reclutò così Billy Fogarty con il quale registrò il secondo album, Takin' It To The Next Level nel 1993, ma il disco fu bocciato dalla loro etichetta prima della realizzazione. Il gruppo si sciolse poco dopo nello stesso '93.
Nel luglio 2006, la Versailles Records annuncia le intenzioni di pubblicare un live album dei The Scream, registrato per la KNAC radio nel 1992, che sarebbe stato intitolato The Scream Live - The Official Bootleg. Tuttavia le realizzazioni vennero sospese per motivi legali.

## Formazione

### Ultima Formazione
- Juan Alderete (come John Alderete) - Basso (1989-1993)
- Bruce Bouillet - Chitarra (1989-1993)
- Billy Fogarty - Voce (1992-1993)
- Walt Woodward III - Batteria (1990-1993)

### Ex Membri
- John Corabi - Voce (1989-1991)
- Scott Travis - Batteria (1989)

## Discografia
- 1991 - Let It Scream